# Loena Hendrickxová
Loena Hendrickxová (* 5. listopadu 1999, Turnhout, Belgie) je belgická krasobruslařka. 
Krasobruslení se věnuje od roku 2004. První mezinárodní soutěže se zúčastnila jako třináctiletá a v roce 2015 vybojovala třetí místo mezi juniorkami na Coupe du Printemps. Při své první účasti na mistrovství Evropy v krasobruslení 2017 obsadila sedmé místo. Vyhrála International Challenge Cup v letech 2017 a 2021. Na olympijských hrách skončila v roce 2018 šestnáctá a v roce 2022 osmá. Na ZOH 2022 nesla belgickou vlajku při slavnostním zahájení.
Na mistrovství světa v krasobruslení 2022 získala stříbrnou medaili, která je největším úspěchem Belgie v kategorii žen. V roce 2022 vyhrála Nebelhorn Trophy a Internationaux de France. Ve finále Grand Prix sezony 2022/2023 byla třetí. Po diskvalifikaci Kamily Valijevové došlo k posunutí pořadí na mistrovství Evropy v krasobruslení 2022 a belgická krasobruslařka se posunula na bronzovou pozici. V roce 2023 pak obsadila druhé místo. O rok později, na mistrovství Evropy v krasobruslení 2024 v Kaunusu, vyhrála zlatou medaili. Pětkrát se stala seniorskou mistryní Belgie. Její osobní rekord je 76,25 bodu v krátkém programu a 145,53 bodu ve volné jízdě.
Trénuje ji její starší bratr Jorik Hendrickx, čtvrtý z ME 2017 v soutěži jednotlivců.